# Hot Shit
Hot Shit (anche accreditato come Hot Ish) è un singolo dei rapper statunitensi Cardi B, Ye e Lil Durk, pubblicato il 1º luglio 2022.

## Descrizione
Hot Shit, che contiene un campionamento tratto da Electric Boogie di Marcia Griffiths del 1983, è stato annunciato il 26 giugno 2022 durante uno spot pubblicitario mandato in onda durante i BET Awards, brano la cui uscita, copertina e collaboratori sono stati rivelati da Cardi B tramite i propri canali social nei due giorni successivi.

## Video musicale
Il video, diretto da Lado Kvatanija, è stato divulgato il 12 luglio 2022 attraverso il canale YouTube della rapper.

## Tracce
Testi e musiche di Belcalis Marlenis Almánzar, Ye, Durk Derrick Banks, Brytavious Chambers, Jorden Thorpe, Marquell Ushon Jones e Neville Livingston.
Download digitale, streaming
1. Hot Shit – 3:31

CD singolo
1. Hot Shit – 3:32
2. Hot Shit (Instrumental) – 3:34

## Classifiche
| Classifica (2022) | Posizione massima |
| ----------------- | ----------------- |
| Australia         | 39                |
| Canada            | 28                |
| Grecia            | 93                |
| Irlanda           | 60                |
| Regno Unito       | 59                |
| Stati Uniti       | 13                |
| Sudafrica         | 45                |

## Date di pubblicazione
| Paese | Data           | Formato                      | Nota   |
| ----- | -------------- | ---------------------------- | ------ |
| Mondo | 1º luglio 2022 | Download digitale, streaming | [ 11 ] |
| Mondo | 4 luglio 2022  | CD                           | [ 12 ] |